# مهدی شربیانی
مهدی شربیانی (زادهٔ ۳ مرداد ۱۳۵۷) کشتی‌گیر پیشین و مربی کشتی ایرانی است. او در دستهٔ فوق سنگین‌وزن کشتی فرنگی برندهٔ مدال نقره بازی‌های آسیایی ۲۰۰۶ دوحه و نیز برندهٔ یک مدال نقره (۲۰۰۷) و یک برنز (۱۹۹۹) از مسابقات قهرمانی کشتی آسیا است. او پس از پایان فعالیتش به عنوان کشتی‌گیر، به مربیگری پرداخت و در مقاطعی مربی تیم‌های ملی کشتی ایران در رده‌های سنی مختلف نوجوانان، جوانان و بزرگسالان بوده‌است.
شربیانی همچنین به عنوان رئیس هیئت کشتی شهر ری تهران فعالیت کرده‌است.